# Україна на Чемпіонаті світу з водних видів спорту 2022
Україна бере участь у Чемпіонаті світу з водних видів спорту 2022, який проходить у Будапешті, Угорщина з 17 червня по 3 липня.

## Медалісти
| Медаль | Спортсмени | Вид спорту                 | Дисципліна                         | Дата      |
| ------ | --- | -------------------------- | ---------------------------------- | --------- |
| Золото | Марина Алексієва Владислава Алексієва Олеся Дерев’янченко Марта Фєдіна Вероніка Гришко Софія Мацієвська Дар'я Мошинська Ангеліна Овчиннікова Анастасія Шмоніна Валерія Тищенко | Артистичне плавання        | комбінація, довільна програма      | 20 червня |
| Золото | Марина Алексієва Владислава Алексієва Олеся Дерев’янченко Марта Фєдіна Вероніка Гришко Софія Мацієвська Дар'я Мошинська Ангеліна Овчиннікова Анастасія Шмоніна Валерія Тищенко | Артистичне плавання        | гайлайт                            | 25 червня |
| Срібло | Марта Фєдіна | Артистичне плавання        | соло, технічна програма            | 18 червня |
| Срібло | Марина Алексієва Владислава Алексієва | Артистичне плавання        | дует, технічна програма            | 19 червня |
| Срібло | Марта Фєдіна | Артистичне плавання        | соло, довільна програма            | 22 червня |
| Срібло | Марина Алексієва Владислава Алексієва | Артистичне плавання        | дует, довільна програма            | 23 червня |
| Срібло | Марина Алексієва Владислава Алексієва Олеся Дерев’янченко Марта Фєдіна Вероніка Гришко Софія Мацієвська Ангеліна Овчиннікова Валерія Тищенко                                   | Артистичне плавання        | група, довільна програма           | 24 червня |
| Срібло | Олексій Середа Софія Лисун | Стрибки у воду             | змішана синхронна вишка, 10 метрів | 1 липня   |
| Бронза | Михайло Романчук | Плавання                   | 800 метрів вільним стилем          | 21 червня |
| Бронза | Михайло Романчук | Плавання на відкритій воді | 5 км на відкритій воді             | 27 червня |

## Артистичне плавання
Спортсменів — 10
| Спортсменка | Дисципліна                    | Попередні змагання | Попередні змагання | Фінал   | Фінал |
| Спортсменка | Дисципліна                    | Очки               | Місце              | Очки    | Місце |
| --- | ----------------------------- | ------------------ | ------------------ | ------- | ----- |
| Марта Фєдіна Харківська область | соло, технічна програма       | 90.9382            | 2 Q                | 91.9555 | 2     |
| Марта Фєдіна Харківська область | соло, довільна програма       | 92.6333            | 2 Q                | 93.8000 | 2     |
| Марина Алексієва Харківська областьВладислава Алексієва Харківська область | дует, технічна програма       | 91.8565            | 2 Q                | 91.8617 | 2     |
| Марина Алексієва Харківська областьВладислава Алексієва Харківська область | дует, довільна програма       | 94.0000            | 2 Q                | 94.1667 | 2     |
| Марина Алексієва Харківська областьВладислава Алексієва Харківська областьОлеся Дерев’янченко Харківська областьМарта Фєдіна Харківська областьВероніка Гришко Харківська областьСофія Мацієвська Харківська областьАнгеліна Овчиннікова Харківська областьВалерія Тищенко Харківська область                                                                       | група, технічна програма      | DNS                | DNS                | DNS     | DNS   |
| Марина Алексієва Харківська областьВладислава Алексієва Харківська областьОлеся Дерев’янченко Харківська областьМарта Фєдіна Харківська областьВероніка Гришко Харківська областьСофія Мацієвська Харківська областьАнгеліна Овчиннікова Харківська областьВалерія Тищенко Харківська область                                                                       | група, довільна програма      | 94.3667            | 2 Q                | 95.0000 | 2     |
| Марина Алексієва Харківська областьВладислава Алексієва Харківська областьОлеся Дерев’янченко Харківська областьМарта Фєдіна Харківська областьВероніка Гришко Харківська областьСофія Мацієвська Харківська областьДар'я Мошинська Харківська областьАнгеліна Овчиннікова Харківська областьАнастасія Шмоніна Харківська областьВалерія Тищенко Харківська область | комбінація, довільна програма | 93.9333            | 1 Q                | 95.0333 | 1     |
| Марина Алексієва Харківська областьВладислава Алексієва Харківська областьОлеся Дерев’янченко Харківська областьМарта Фєдіна Харківська областьВероніка Гришко Харківська областьСофія Мацієвська Харківська областьДар'я Мошинська Харківська областьАнгеліна Овчиннікова Харківська областьАнастасія Шмоніна Харківська областьВалерія Тищенко Харківська область | гайлайт                       | 94.2333            | 1 Q                | 95.0333 | 1     |

## Стрибки у воду
Спортсменів — 9
Чоловіки
| Спортсмен                                                             | Дисципліна                   | Попередні змагання | Попередні змагання | Півфінали       | Півфінали       | Фінал           | Фінал           |
| Спортсмен                                                             | Дисципліна                   | Очки               | Місце              | Очки            | Місце           | Очки            | Місце           |
| --------------------------------------------------------------------- | ---------------------------- | ------------------ | ------------------ | --------------- | --------------- | --------------- | --------------- |
| Олег Колодій Луганська область                                        | Трамплін, 1 метр             | 277.65             | 37                 | Завершив виступ | Завершив виступ | Завершив виступ | Завершив виступ |
| Станіслав Оліферчик Донецька область                                  | Трамплін, 1 метр             | 312.80             | 30                 | Завершив виступ | Завершив виступ | Завершив виступ | Завершив виступ |
| Данило Коновалов Миколаївська область                                 | Трамплін, 3 метри            | 260.65             | 50                 | Завершив виступ | Завершив виступ | Завершив виступ | Завершив виступ |
| Олексій Середа Луганська область                                      | Вишка, 10 метрів             | 437.55             | 4 Q                | 458.80          | 4 Q             | 477.45          | 6               |
| Євген Науменко Запорізька область                                     | Вишка, 10 метрів             | 326.25             | 26                 | Завершив виступ | Завершив виступ | Завершив виступ | Завершив виступ |
| Олександр Горшковозов Луганська областьОлег Колодій Луганська область | Синхронний трамплін, 3 метри | 353.64             | 8 Q                | Н/Д             | Н/Д             | 362.43          | 9               |
| Олексій Середа Луганська областьКірілл Болюх Київ                     | Синхронна вишка, 10 метрів   | 393.00             | 2 Q                | Н/Д             | Н/Д             | 396.27          | 4               |

Жінки
| Спортсменка                       | Дисципліна                 | Попередні змагання | Попередні змагання | Півфінали | Півфінали | Фінал            | Фінал            |
| Спортсменка                       | Дисципліна                 | Очки               | Місце              | Очки      | Місце     | Очки             | Місце            |
| --------------------------------- | -------------------------- | ------------------ | ------------------ | --------- | --------- | ---------------- | ---------------- |
| Софія Лисун Київ                  | Вишка, 10 метрів           | 323.65             | 5 Q                | 279.40    | 14        | Завершила виступ | Завершила виступ |
| Софія Лисун КиївКсенія Байло Київ | Синхронна вишка, 10 метрів | 267.72             | 8 Q                | Н/Д       | Н/Д       | 283.08           | 6                |

Змішані змагання
| Спортсмени                                       | Дисципліна                 | Фінал  | Фінал |
| Спортсмени                                       | Дисципліна                 | Очки   | Місце |
| ------------------------------------------------ | -------------------------- | ------ | ----- |
| Олексій Середа Луганська областьСофія Лисун Київ | Синхронна вишка, 10 метрів | 317.01 | 2     |

## Плавання
Спортсменів — 10
Чоловіки
| Спортсмен                                   | Дисципліна            | Попередній заплив | Попередній заплив | Півфінал        | Півфінал        | Фінал           | Фінал           |
| Спортсмен                                   | Дисципліна            | Час               | Місце             | Час             | Місце           | Час             | Місце           |
| ------------------------------------------- | --------------------- | ----------------- | ----------------- | --------------- | --------------- | --------------- | --------------- |
| Андрій Говоров Дніпропетровська область     | 50 м вільним стилем   | 22.71             | 41                | Завершив виступ | Завершив виступ | Завершив виступ | Завершив виступ |
| Андрій Говоров Дніпропетровська область     | 50 м батерфляєм       | 23.34             | 11 Q              | 23.31           | 14              | Завершив виступ | Завершив виступ |
| Владислав Бухов Київ                        | 50 м вільним стилем   | 21.87             | 5 Q               | 21.87           | 10              | Завершив виступ | Завершив виступ |
| Владислав Бухов Київ                        | 50 м батерфляєм       | 23.66             | 25                | Завершив виступ | Завершив виступ | Завершив виступ | Завершив виступ |
| Денис Кесіль Дніпропетровська область       | 200 м батерфляєм      | 1:58.36           | 22                | Завершив виступ | Завершив виступ | Завершив виступ | Завершив виступ |
| Сергій Шевцов Київ                          | 100 м вільним стилем  | 50.28             | 45                | Завершив виступ | Завершив виступ | Завершив виступ | Завершив виступ |
| Михайло Романчук Хмельницька область        | 400 м вільним стилем  | 3:52.92           | 24                | Н/Д             | Н/Д             | Завершив виступ | Завершив виступ |
| Михайло Романчук Хмельницька область        | 800 м вільним стилем  | 7:44.75           | 1 Q               | Н/Д             | Н/Д             | 7:40.05         | 3               |
| Михайло Романчук Хмельницька область        | 1500 м вільним стилем | 14:50.68          | 2 Q               | Н/Д             | Н/Д             | 14:40.98        | 5               |
| Олександр Желтяков Дніпропетровська область | 100 метрів на спині   | 54.86             | 21                | Завершив виступ | Завершив виступ | Завершив виступ | Завершив виступ |
| Олександр Желтяков Дніпропетровська область | 200 метрів на спині   | 2:02.69           | 23                | Завершив виступ | Завершив виступ | Завершив виступ | Завершив виступ |
| Максим Овчінніков Запорізька область        | 50 м брасом           | 27.99             | 24                | Завершив виступ | Завершив виступ | Завершив виступ | Завершив виступ |
| Максим Овчінніков Запорізька область        | 200 м брасом          | 2:13.33           | 21                | Завершив виступ | Завершив виступ | Завершив виступ | Завершив виступ |
| Володимир Лісовець Київська область         | 100 м брасом          | 1:02.23           | 33                | Завершив виступ | Завершив виступ | Завершив виступ | Завершив виступ |
| Вадим Науменко Одеська область              | 200 метрів комплексом | 2:02.00           | 24                | Завершив виступ | Завершив виступ | Завершив виступ | Завершив виступ |

Жінки
| Спортсмен                              | Дисципліна   | Попередній заплив | Попередній заплив | Півфінал         | Півфінал         | Фінал            | Фінал            |
| Спортсмен                              | Дисципліна   | Час               | Місце             | Час              | Місце            | Час              | Місце            |
| -------------------------------------- | ------------ | ----------------- | ----------------- | ---------------- | ---------------- | ---------------- | ---------------- |
| Каміла Ісаєва Дніпропетровська область | 100 м брасом | 1:09.66           | 29                | Завершила виступ | Завершила виступ | Завершила виступ | Завершила виступ |
| Каміла Ісаєва Дніпропетровська область | 200 м брасом | 2:32.53           | 25                | Завершила виступ | Завершила виступ | Завершила виступ | Завершила виступ |

## Плавання на відкритій воді
Спортсменів — 3
| Спортсмен                            | Дисципліна              | Час       | Місце |
| ------------------------------------ | ----------------------- | --------- | ----- |
| Михайло Романчук Хмельницька область | 5 км на відкритій воді  | 53:13.90  | 3     |
| Михайло Романчук Хмельницька область | 10 км на відкритій воді | 1:51:41.6 | 6     |
| Кристина Панчішко Київ               | 5 км на відкритій воді  | 1:01:00.3 | 25    |
| Кристина Панчішко Київ               | 10 км на відкритій воді | 2:06:52.8 | 26    |
| Марія Бондаренко Київська область    | 5 км на відкритій воді  | 1:05:56.3 | 44    |
| Марія Бондаренко Київська область    | 10 км на відкритій воді | 2:18:41.7 | 51    |